# Dendrophthoe elastica
Dendrophthoe elastica là một loài thực vật có hoa trong họ Loranthaceae. Loài này được (Desr.) Danser mô tả khoa học đầu tiên năm 1929.